# Magia (Dungeons & Dragons)
Nel gioco di ruolo fantasy Dungeons & Dragons, la magia è una tecnica che si prefigge lo scopo di influenzare gli eventi e dominare i fenomeni fisici, nonché le creature viventi, inanimate e non morte servendosi di mezzi soprannaturali e rituali appropriati. Chi utilizza la magia viene chiamato genericamente "incantatore".

## Tipi di magia
Esistono due principali forme di magia:
- Magia arcana (per manipolarla sono necessarie capacità individuali)
- Magia divina (per manipolarla è necessaria una sorgente divina)

## Scuole di magia
Da non confondere con gli istituti in cui si insegna la magia, le scuole di magia sono raggruppamenti di incantesimi in base ad un tema comune. In D&D Terza Edizione le scuole di magia sono otto; alcune scuole sono ulteriormente divise in sottoscuole.

### Abiurazione
Le Abiurazioni sono incantesimi protettivi.
Creano barriere fisiche o magiche, negano caratteristiche magiche o fisiche, danneggiano i trasgressori e addirittura bandiscono le vittime in un altro piano di esistenza.

### Ammaliamento
- Charme
- Compulsione

Incantesimi che pervadono la vittima o la assoggettano al volere dell'incantatore.

### Divinazione
Incantesimi che rivelano informazioni.

### Evocazione
- Convocazione
- Creazione
- Guarigione
- Richiamo
- Teletrasporto

Incantesimi che portano all'incantatore creature o materiali.

### Illusione
- Allucinazione
- Finzione
- Mascheramento
- Ombra
- Trama

Incantesimi che alterano la percezione o creano false immagini.

### Invocazione
Incantesimi che manipolano l'energia o creano qualcosa dal nulla.

### Necromanzia
Incantesimi che manipolano la vita e la morte.

### Trasmutazione
Incantesimi che trasformano il soggetto o la realtà.

### Universale
Questa non è una vera e propria scuola, ma vi vengono inseriti tutti gli incantesimi definiti "universali", cioè che non appartengono a nessuna scuola.

## Incantesimo
Un incantesimo è l'atto magico (un rituale, una predeterminata sequenza di azioni) con cui l'incantatore causa un effetto sulla realtà. La descrizione di un incantesimo nei manuali di D&D è accompagnata da alcuni parametri che caratterizzano l'incantesimo stesso.